# Térmens
Térmens és un municipi de Catalunya situat a la comarca de la Noguera.

## Geografia
- Llista de topònims de Térmens (Orografia: muntanyes, serres, collades, indrets..; hidrografia: rius, fonts...; edificis: cases, masies, esglésies, etc).

Térmens és una vila i municipi situat a la comarca de la Noguera, a 208 metres d'altitud, estès a l'esquerra del Riu Segre i limitant pel sud amb el Segrià i per l'est amb el Pla d'Urgell.
Térmens es troba ben bé al mig de la plana d'Urgell, i el seu terme està format per les partides següents: la Coma, la Plana, la Sitjota, Barret Picat, el Tossal del Roig, la Roca d'Ambou, Pous, l'Horta Vella, el Vedat, l'Eral, el Sot del Fusté, el Tossal de la Bassa, la Boga, l'Horta Nova, el Comú, l'Estanyot, el Cap del Terme, el Paradet, la Figuera, el Tossal del Moreno, el Miralbó, la Bovera i la Gabernera.
La plana del terme és travessada per alguns vells camins, entre els quals destaquen el de Barret Picat, el camí vell de Bellcaire, el dels Arcs i el de Linyola.
El nucli urbà està situat gairebé tot entre el riu i la carretera comarcal C-13, encara que una bona part del terme estigui situat a l'altra banda d'aquesta carretera.
A part de la carretera comarcal de Lleida a Puigcerdà, també hi ha la carretera local de Mollerussa a Térmens i la línia de ferrocarril de Lleida a la Pobla de Segur dels Ferrocarrils de la Generalitat de Catalunya.
L'important canal de FECSA, per a usos elèctrics, travessa el nucli urbà de la vila.

## Història
L'època romana està representada en aquesta zona pels vestigis d'un establiment romà, situat a la terrassa de l'esquerra del riu, entre la vila de Térmens i el Vedat, fins al despoblat d'Aguilà. Sobre les construccions romanes sembla que n'hi ha de medievals.
El castell sarraí de Térmens és esmentat el 1106 com la primera conquesta d'Ermengol VI, després de la de Balaguer. Després de la batalla de Corbins (1126), el lloc es tornà a perdre i sembla que fou reconquerit de nou pel mateix compte, amb anterioritat al 1147, any que inicià la campanya del Segrià.
Així, el 1143 apareix com a castlà d'aquest territori Arnau Berenguer d'Anglesola, cavaller de Ramon Berenguer IV, que acompanyà aquest comte en el setge de Lleida. El 1190 Berenguer d'Anglesola i la seva muller Elisenda feien unes concessions in Cechia de Térmens a favor de Pere de Preixens i de la seva muller Maria, a condició que tinguessin sempre a punt un home armat per a defensar el castell i la vila de Térmens.
Anys després, el castell i la vila foren atorgats a Ramon d'Anglesola. Aquest, vers el 1278, cedí el seu feu a l'hospital de Sant Joan de Jerusalem. Els hospitalers hi establiren una comanda, que fou integrada a la vegueria de Cervera. L'any 1283 era comanador de l'Hospital Joan Guillem de Clarmont, data en què la comanda de Térmens era ben consolidada; a la primeria del segle xiv, el comanador era Guillem d'Anglesola (1316), i el 1359 ho era Bernat d'Àger. El temps del comandador Josep de Copons(1782-1789), visità el lloc Francisco de Zamora, que n'elogià el curat. La comanda de Térmens perdurà fins a l'any 1835.
El fort de Térmens era un baluard francocatalà que durant la guerra dels Segadors amenaçava les posicions castellanes a Lleida. El portuguès Gregorio de Brito e Carvalho aconseguí d'apoderar-se del fort de Térmens; aquest general també es distingí en el setge de Santa Cecília de Lleida. Per aquestes gestes li fou concedit el títol de vescomte de Térmens, que després passà als Giménez i als Von Schnieterlow.

## Administració
| Candidatura | Candidatura                       | Cap de llista              | Vots | Regidors | % vots |
| ----------- | --------------------------------- | -------------------------- | ---- | -------- | ------ |
|             | Convergència i Unió               | Concepció Cañadell Salvia  | 425  | 5        | 46,86% |
|             | AIPN                              | Montserrat Sarret Torrades | 298  | 3        | 32,86% |
|             | Esquerra Republicana de Catalunya | Jordi Oronich Ruiz         | 118  | 1        | 13,01% |
|             | Partit Popular de Catalunya       | Antonio Barios Seró        | 55   | 0        | 6,06%  |
|             | Nuls                              |                            | 23   |          | 2,47%  |
|             | Blancs                            |                            | 11   |          | 1,21%  |
| Total       | Total                             | 930                        | 930  |          | 82,81% |
Composició de l'Ajuntament
- Concepció Cañadell Salvia (CiU). Alcaldessa. Serveis Socials, Sanitat, Personal i Hisenda.
- Rosa Anna Espinola Martín (CiU). Primera tinenta d'alcalde. Regidora d'Urbanisme i Medi Ambient.
- Joaquim Castany Pascual (CiU), Segon tinent d'alcalde. Regidor d'Agricultura i Ramaderia.
- Vicenç Pascual Reñé (CiU). Regidor d'Ensenyament i Esports.
- Ares Serra Bernaus (CiU). Regidora de Joventut, Noves Tecnologies, Cultura i Festes.
- Montserrat Sarret Torrades (AIPN).
- Josep Maria Salvany Pascual (AIPN).
- Jordi Desongles Gardeñes (AIPN).
- Jordi Oronich Ruiz (ERC-AM).

## Festes i tradicions
- Festa Major d'Hivern: 20 de gener (Sant Sebastià)
- Festa Major d'Estiu: 12 de setembre (Dolç nom de Maria)

## Símbols oficials
- Blasonament: Escut caironat partit: 1r d'atzur, 4 besants d'or posats dos i dos; 2n d'or, un ram de llorer de sinople posat en pal; el peu del tot de gules amb una creu plena d'argent. Per timbre, una corona mural de vila.

## Demografia
| 1497 f | 1515 f | 1553 f | 1717 | 1787 | 1857 | 1877 | 1887 | 1900 | 1910 |
| ------ | ------ | ------ | ---- | ---- | ---- | ---- | ---- | ---- | ---- |
| 29     | 40     | 67     | 102  | 376  | 867  | 764  | 935  | 990  | 974  |

| 1920  | 1930  | 1940  | 1950  | 1960  | 1970  | 1981  | 1990  | 1992  | 1994  |
| ----- | ----- | ----- | ----- | ----- | ----- | ----- | ----- | ----- | ----- |
| 1.498 | 1.529 | 1.511 | 1.486 | 1.599 | 1.478 | 1.426 | 1.410 | 1.406 | 1.406 |

| 1996  | 1998  | 2000  | 2002  | 2004  | 2006  | 2008  | 2010  | 2012  | 2014  |
| ----- | ----- | ----- | ----- | ----- | ----- | ----- | ----- | ----- | ----- |
| 1.401 | 1.395 | 1.404 | 1.386 | 1.467 | 1.531 | 1.537 | 1.521 | 1.587 | 1.536 |

| 2016  | 2018  | 2020  | 2022  | 2024  | 2026 | 2028 | 2030 | 2032 | 2034 |
| ----- | ----- | ----- | ----- | ----- | ---- | ---- | ---- | ---- | ---- |
| 1.526 | 1.383 | 1.360 | 1.363 | 1.347 | -    | -    | -    | -    | -    |